# Grilletta

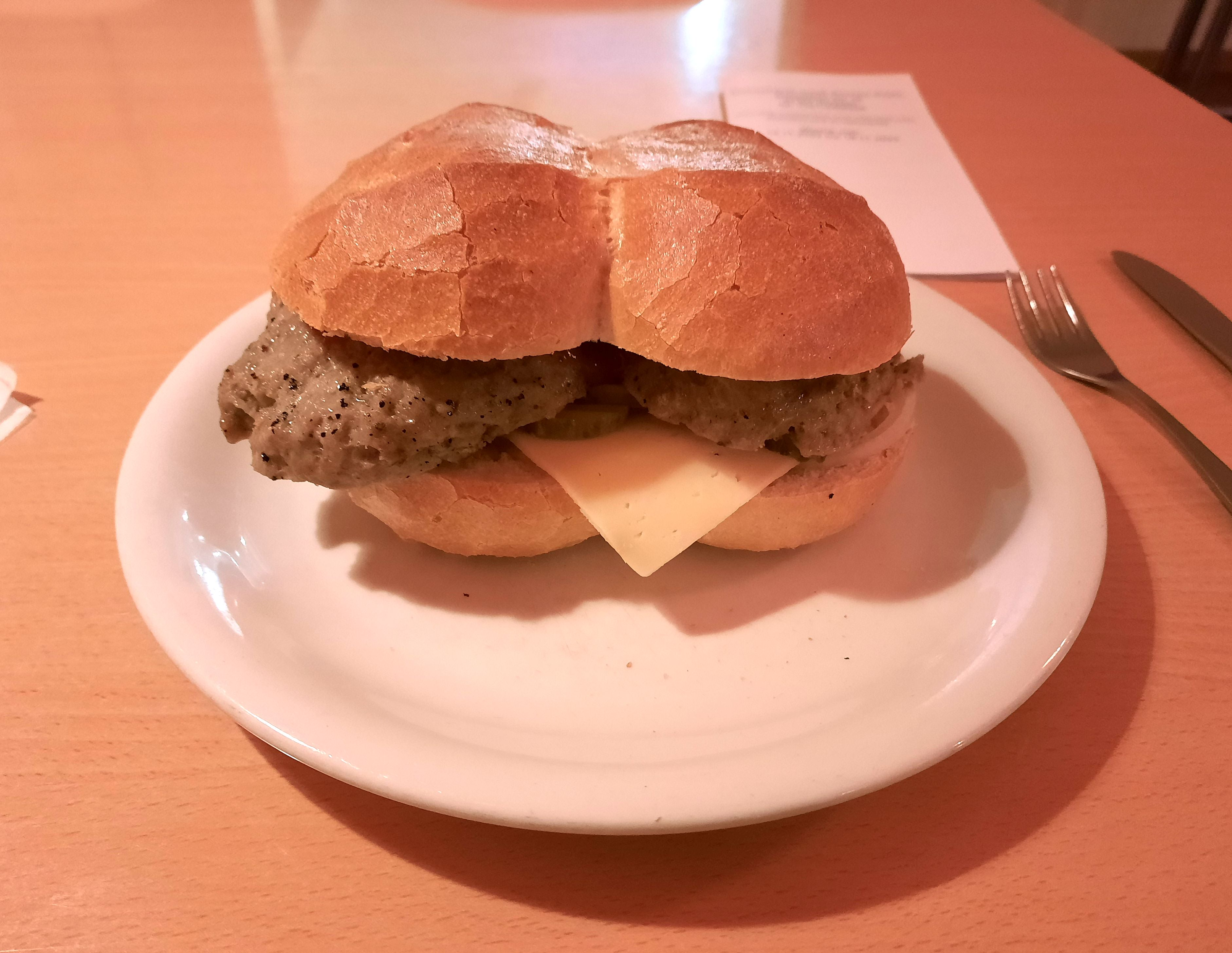
In een Imbiss in Dresden klaargemaakte grilletta (2022)

De grilletta, ook grillette is een variant van de hamburger die zijn oorsprong vindt in de keuken van de Duitse Democratische Republiek.
De bijbehorende snackbars en restaurants waar ze werden verkocht, werden ook grilletta genoemd. 
Voor de bereiding wordt een rond of ovaal broodje (in tegenstelling tot een hamburger met een knapperige korst) opengesneden, op de snijvlakken verwarmd, een grillette (boulette) van varkensvlees erin gestoken en chutney of ketchup toegevoegd. Kaas of augurken, bijvoorbeeld, maakten er ook deel van uit, naar keuze. De grilletta werd, net als de ketwurst, rond 1982 ontwikkeld door het Rationaliserings- en Onderzoekscentrum voor Restaurants in Berlijn. Met zijn hulp konden de massa's bezoekers aan de Alexanderplatz, voor wie de capaciteit van de omliggende restaurants ontoereikend was, beter worden opgevangen. In plaats van de schaarse ketchup werd voor de grilletta in de snackbars daar vaak een zoetzure chutney gebruikt, die in het zelfbedieningsrestaurant in de Rathauspassagen werd bereid.